# Abdel Wahab Abdullah Salih
Abdel Wahab Abdullah Salih (in arabo عبد الوهاب عبد الله صالح‎?; Khartum, 1946) è un ex pugile sudanese.
Ha partecipato ai Giochi di Città del Messico 1968 e di Monaco di Baviera 1972, gareggiando sotto la categoria dei Pesi medi.
Nel 1972 ha rappresentato il suo Paese come portabandiera alla cerimonia di apertura delle Olimpiadi.